# جانوس هان
جانوس هان (بالمجرية: Hahn János) (15 مارس 1995 بسكسارد في المجر - ) هو لاعب كرة قدم مجري في مركز الهجوم. شارك مع منتخب المجر تحت 19 سنة لكرة القدم. أما مع النوادي، فقد لعب مع بوشكاش أكاديميا ونادي باكسي.

## وصلات خارجية
- جانوس هان على موقع الاتحاد الأوربي (الإنجليزية)
- جانوس هان على موقع اتحاد المجر (الهنغارية)
- جانوس هان على موقع ناشيونال فوتبول تيمز (الإنجليزية)
- جانوس هان على موقع Soccerway.com (الإنجليزية)
- جانوس هان على موقع عالم كرة القدم.نت (الإنجليزية)